# اسب سرخ تایسو
اسب سرخ تایسو (انگلیسی: Red Horse of Tysoe) یک تپه‌نگاره در قصبه تایسو، واقع در واریک‌شر انگلستان بود و به دلیل صاف کردن زمین‌های با منشأ و ماهیت رسی [رنگ قرمز] به این نام مشهور گشت. مناطق اطراف نیز، تحت تأثیر این نام، به درهٔ اسب سرخ مشهور شد. این نگاره اولین مرتبه در سال ۱۶۰۷ ثبت گردید و در اولین شکل خود، نزدیک به ۱۰۰ یارد طول داشت. تاریخ‌های مختلفی برای ایجاد آن پیشنهاد شده که شامل دوره انگلوساکسون تا قرن پانزدهم می‌باشد.